# Підлубовська сільська рада (Караідельський район)
Підлу́бовська сільська рада (рос. Подлубовский сельский совет) — муніципальне утворення у складі Караідельського району Башкортостану, Росія. Адміністративний центр — присілок Підлубово.

## Населення
Населення — 686 осіб (2019, 949 в 2010, 1053 в 2002).

## Склад
До складу поселення входять такі населені пункти:
| Населений пункт        | Населення, осіб (2002) | Населення, осіб (2010) |
| ---------------------- | ---------------------- | ---------------------- |
| Куянчі, присілок       | 72                     | 55                     |
| Нагретдіново, присілок | 172                    | 155                    |
| Підлубово, присілок    | 468                    | 427                    |
| Тетер-Ключ, присілок   | 19                     | 8                      |
| Уразаєво, присілок     | 289                    | 275                    |
| Янбатировка, присілок  | 33                     | 29                     |